# Nicoletta Vittoria Spezzati
Nicoletta Vittoria Spezzati ASC (* 28. April 1948 in San Severo) ist eine italienische Ordensschwester und römisch-katholische Theologin. 

## Leben
Nicoletta Vittoria Spezzati studierte Kommunikationswissenschaften an der Libera Università Maria Ss. Assunta (LUMSA) in Rom und Literaturwissenschaft mit dem Hauptfach historisch-kritische Philologie an der Università Cattolica del Sacro Cuore in Mailand. Mit einer Dissertation zur Untersuchung religiöser Phänomene in Kulturen medialer Kommunikation (Analisi dei Fenomeni Religiosi nelle culture della comunicazione mediatica) wurde sie an der Università Cattolica del Sacro Cuore promoviert. An der Päpstlichen Universität Teresianum wurde sie Expertin für Spirituelle Theologie und erwarb ein Diplom Counseling Training Human an der Päpstlichen Lateranuniversität und als Postulatorin im Studium XXIV der Kongregation für die Selig- und Heiligsprechungsprozesse.
Nicoletta Vittoria Spezzati gehört dem Orden der Anbeterinnen des Blutes Christi (ASC) an. In ihrem Orden hatte sie verschiedene Positionen inne: Provinzialin (1989–1995), Direktorin des Internationalen Studienzentrums (ASC CIS) in Rom (1995–2000), landesweite Verantwortliche für die Grundausbildung (1995–2005), Leiterin der Nationalen Kommission für die Restrukturierung der italienischen Provinzen der ASC  (2000–2005), Postulatorin der Missionare vom Kostbaren Blut, seit 2007 Direktorin der nationalen und internationalen Kurse und Seminare und Referentin für die Ausbildung, die Ausbilderin und Trainerin zu den Themen Spiritualität und geweihtes Leben, Mitglied der historischen Kongregation der ASC.
Sie übernahm auch mehrere Dienste in der italienischen Bischofskonferenz und der Konferenz der Ordensschwestern, in kirchlichen Gremien und internationalen Kongregationen.
Seit 2002 ist sie Gastprofessorin an der Päpstlichen Lateranuniversität und am Istituto di teologia della vita consacrata Claretianum (ITVC) in Rom für thematische Kurse geweihtes Lebens und die Ausbildung in der Philosophie der Kulturen und Sprachen der Kommunikation. Ab 2006 war sie Mitarbeiterin der Kongregation für die Institute geweihten Lebens und für die Gesellschaften apostolischen Lebens. Papst Benedikt XVI. ernannte sie am 17. Dezember 2011 zur Untersekretärin der Kongregation für die Institute geweihten Lebens und für die Gesellschaften apostolischen Lebens. Diese Funktion übte sie bis 2018 aus.
Von 2000 bis 2010 war sie Professorin der Methodologie in kulturellen Prozessen an der Fakultät für Erziehungswissenschaft für den Hochschulabschluss soziokulturelle und interkulturelle Erziehung an der Universität Bari und Professorin für soziokulturelle Gestaltung in der Scuola Superiore di Specializzazione Interateneo (SSIS) an derselben Universität. Sie war auch in der Forschungsarbeit der Società Italiana di Pedagogia involviert. Von 2001 bis 2005 war sie Gastprofessorin für Geschichte und Kritik des religiösen Kinos an der Scuola di Comunicazione, ISSR Odegitria, der Theologischen Fakultät Apulien. Sie veröffentlichte diverse Schriften zu Themen der Spiritualität und Bildung.
Papst Franziskus ernannte sie am 1. August 2020 zur Konsultorin der Kongregation für die Selig- und Heiligsprechungsprozesse und am 22. Februar 2021 zum Mitglied des Päpstlichen Komitees für Geschichtswissenschaft.